# Taubenturm Château de Mesnil-Voisin
Koordinaten: 48° 31′ 12,4″ N, 2° 16′ 35,7″ O

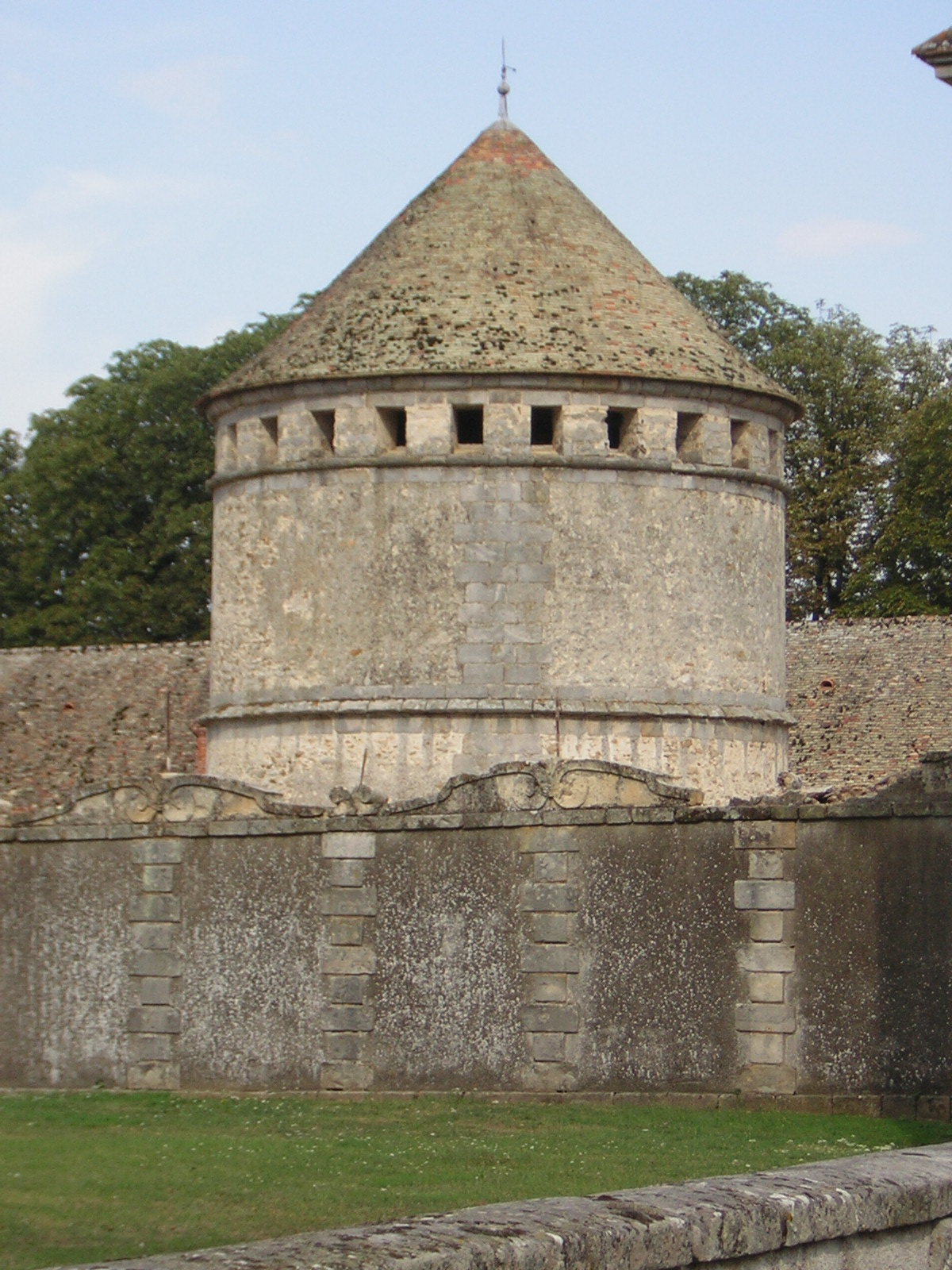
Taubenturm des Château de Mesnil-Voisin in Bouray-sur-Juine

Der Taubenturm (französisch colombier oder pigeonnier) des Château de Mesnil-Voisin in Bouray-sur-Juine, einer französischen Gemeinde im Département Essonne in der Region Île-de-France, wurde im 17. Jahrhundert errichtet.
Der Taubenturm steht seit 1993 als Teil des Schlosses als Monument historique auf der Liste der Baudenkmäler in Frankreich.
Der Rundturm aus Bruchsteinmauerwerk, der im Hof der Nebengebäude des Schlosses steht, wird von einem Dachknauf bekrönt. Im Inneren sind noch die 3000 Taubennester erhalten. Eine drehbare Treppe ermöglichte es, den Taubenmist aus den Nestern zu holen, um ihn als Dünger zu nutzen.